# Récepteur orphelin
Pour les articles homonymes, voir Orphelin (homonymie).
Les récepteurs nucléaires orphelins sont des protéines de la superfamille des récepteurs nucléaires pour lesquels les ligands n'ont pas été à ce jour identifiés, ou qui potentiellement ne possèdent pas de ligands naturels ou encore dont la fonction n'a pas été élucidée.

## Fonctions
Ils contrôlent l’expression de gènes cibles en accueillant des séquences dites « séquences consensus », de ces gènes.
Certains de ces récepteurs orphelins pourraient jouer un rôle important dans le développement du cerveau adulte, et dans la cicatrisation ou régénération d'une partie du système nerveux (après une blessure neurologique, une ischémie ou un Accident vasculaire cérébral par exemple). C'est le cas du récepteurs nucléaire orphelin TLX que la souris de laboratoire exprime uniquement dans le cerveau durant son développement, cette expression chutant à la naissance. 
Chez la souris adulte, TLX est néanmoins encore exprimé. Il l'est en bruit de fond, c'est-à-dire très faiblement dans l’ensemble du cerveau en temps normal, et plus significativement dans les régions neurogéniques,.
Invalider ce gène chez une souris knock-out (qui nait sans phénotype apparent) engendre des troubles comportementaux à l’âge adulte, un cerveau anormalement petit et un sous-développement des régions neurogéniques. Le Dr Y. Shi et ses collègues en ont conclu que ce récepteur  orphelin TLX pourrait jouer un rôle majeur dans la neurogenèse chez l'adulte, rôle qui sera confirmé par d'autres études qui lui donneront aussi un rôle (moindre mais significatif) dans le développement du SNC.
Ces études montreront aussi que les gènes de la « famille tlx » contribuent à la détermination du phénotype de certaines populations de cellules neuronales durant le développement normal et la maturation du système nerveux (dans la maturation du SNC lors du développement, dont chez l'adulte), ce qui n'est pas le cas d'autres facteurs tels que les facteurs de transcription bHLH, les ligands des récepteurs Notch (Jagged et Delta), les principaux gènes-cibles de la famille HES (hairy enhancer of split), cibles directes de la voie Notch, qui participent aussi à la régulation de la neurogenèse au cours du développement, et chez l’adulte,.

## Exemples
Des exemples de récepteurs orphelins se trouvent dans les familles de récepteurs couplés aux protéines G (RCPG),, et de récepteurs nucléaires,,.